# Ceresium delauneyi
Ceresium delauneyi es una especie de escarabajo longicornio del género Ceresium, tribu Callidiopini, subfamilia Cerambycinae. Fue descrita científicamente por Lameere en 1893.

## Descripción
Mide 9,5-10,3 milímetros de longitud.

## Distribución
Se distribuye por Vietnam.